# Andriy Fedorenko
Andriy Fedorenko (tiếng Ukraina: Андрій Степанович Федоренко, sinh ngày 9 tháng 1 năm 1984 ở Chernihiv, Ukrainian SSR, Liên Xô), là một cầu thủ bóng đá người Ukraina thi đấu ở vị trí thủ môn cho Umeå FC.
Anh thi đấu cho đội dự bị FC Shinnik Yaroslavl trước khi gia nhập đội bóng Ukrainian First League FC Stal Kamjanske.